# 西林万寿夫
西林 万寿夫（にしばやし ますお、1952年（昭和27年） - ）は、日本の外交官。2009年（平成21年）2月からキューバ駐箚特命全権大使、2013年8月から2017年8月までギリシャ駐箚特命全権大使を務めた。

## 人物・経歴
東京都出身。東京教育大学附属駒場高等学校（現筑波大学附属駒場高等学校）を経て、1975年（昭和50年）東京大学法学部第2類（公法コース）を卒業後、外務省に入省した。
- 1983年（昭和58年）7月 外務省大臣官房儀典官室首席事務官
- 1985年（昭和60年）7月 在マレーシア大使館一等書記官
- 1988年（昭和63年）6月 ジュネーブ国際機関代表部一等書記官（後に参事官）
- 1992年（平成4年）1月 中南米局中南米第二課長
- 1994年（平成6年）1月 大臣官房海外広報課長
- 1996年（平成8年）2月 ニューヨーク総領事館領事（広報センター長）
- 1999年（平成10年）2月 在シンガポール大使館公使
- 2001年（平成12年）4月 中南米局参事官
- 2002年（平成13年）8月 ボストン総領事
- 2005年（平成17年）7月 サンパウロ総領事[1]
- 2009年（平成21年）2月 駐キューバ大使
- 2012年（平成24年）10月2日 特命全権大使（文化交流担当）
- 2013年（平成25年）3月 兼 特命全権大使（北極担当）
- 2013年（平成25年）8月 ギリシャ駐箚特命全権大使
- 2013年（平成25年）10月11日 兼キプロス駐箚特命全権大使
- 2017年（平成29年）8月8日 免本官[2]
- 2017年（平成29年）12月6日 国際交流基金ローマ日本文化会館館長[3]

私生活では喜久子夫人との間に一男一女。趣味は4歳からはじめたヴァイオリン演奏、クラシック音楽鑑賞、ゴルフなど。ヴァイオリン演奏は、これまでボストンなど任地でアマチュア楽団に所属して取り組んでいるほか、2011年9月22日、キューバの首都ハバナで行われた東日本大震災追悼コンサートでも演奏している、

## 同期
- 河相周夫（12年外務事務次官・10年内閣官房副長官補）
- 別所浩郎（12年駐韓大使・10年外務審議官）
- 奥田紀宏（13年駐カナダ大使・10年駐エジプト大使・08年国連次席大使）
- 谷崎泰明（13年外務省研修所長・10年駐ベトナム大使）
- 三輪昭（14年関西担当大使・10年駐ブラジル大使・08年駐ポルトガル大使）
- 鈴木庸一（13年駐フランス大使・10年駐シンガポール大使）
- 持田繁（10年国連事務総長副特別代表）
- 門司健次郎（13年ユネスコ代表部大使・10年駐カタール大使）
- 渥美千尋（11年駐アイルランド大使・08年駐パキスタン大使）
- 山口寿男（07年駐ノルウェー大使・06年駐イラク大使）
- 岸野博之（13年駐ラオス大使・10年駐エチオピア大使）
- 水城幾雄（10年駐パナマ大使）
- 江川明夫（13年駐スロバキア大使・10年駐ザンビア大使）
- 竹内春久（13年駐シンガポール大使・11年駐沖縄担当大使・08年駐イスラエル大使）
- 篠塚保（12年国際テロ対策・組織犯罪対策協力担当兼サイバー政策担当大使・09年駐バングラデシュ大使）
- 蒲原正義（13年駐カザフスタン大使・12年査察担当大使・9年駐グルジア大使）
- 森元誠二（13年駐スウェーデン大使・08年駐オマーン大使）
- 小林祐武（98年外務省経済局総務参事官室課長補佐）
- 椿秀洋（12年駐ボリビア大使）
- 庄司隆一（11年駐ナイジェリア大使）
- 清水武則（11年駐モンゴル大使）
- 隈丸優次（13年駐カンボジア大使）
- 藤田順三（13年駐ウガンダ大使）
- 丸尾眞（12年科学技術協力担当大使・10年駐キルギス大使）
- 名井良三（13年駐アンゴラ大使）
- 福田米蔵（11年駐ジンバブエ大使）
- 大部一秋（13年駐ウルグアイ大使）